# 미국 제2보병사단의 전투 서열
다음은 미국 육군의 정규 사단 중의 하나인 제2보병사단의 전투 서열 목록이다.

## 제1차 세계 대전
- 제2사단 본부; 1917년 10월 26일 창설, 프랑스[1]
  - 본부대(Headquarters Troop, 2nd Infantry Division); 1917년 10월 8일 창설, 버몬트주 포트 에단 앨런[2]
  - 본부 및 헌병중대 (Headquarters and Military Police Company); 1921년 2월 18일, 위의 본부대에서 개편됨.[2]
- 제3보병여단; 1917년 8월 11일 창설, 뉴욕주 시러큐스 ~ 1939년 10월 9일 해산, 텍사스주 포트 샘 휴스턴[3]
  - 여단 본부 및 본부중대; 1921년 3월 개편(여단 본부와 본부중대가 결합됨).
  - 제9보병연대
  - 제23보병연대
  - 제5기관총대대 (5th Machinegun Battalion)
- 제4해병여단; 1917년 ~ 1919년
  - 제5해병연대
  - 제6해병연대
  - 제6기관총대대 (6th Machinegun Battalion)
- 제2야전포병여단; 1917년 10월 창설, 뉴욕주 거버너스섬[4]
  - 제12야전포병연대 (75mm 대포)
  - 제15야전포병연대 (75mm 대포)
  - 제17야전포병연대 (155mm 곡사포)
  - 제2참호박격포포대 (2nd Trench Mortar Battery)
- 사단 Train
  - 제2탄약 (2nd Ammunition Trains)
  - 제2보급 (2nd Supply Trains (Motor)); 1917년 10월 1일 창설[5]
  - 제2위생 (2nd Sanitary Trains); 1917년 11월 창설[6]
    - 제2야전병원중대 (Field Hospital Company #2)
    - 구급차중대 (Ambulance Company)

  - 제2공병 (2nd Engineer Trains); 1917년 9월 사단 배속[7]

지원부대
- 제2기병연대; 1918년 7월 18일 ~ 8월 6일, 제1, 2보병사단을 지원하였음.

## 전간기
- 제2사단 본부[1]
  - 본부 및 헌병파견대 (Headquarters and Military Police Company); 1921년 2월 18일 본부중대에서 개편됨.[2]
- 사단 특수병력
  - 제2의무대대 (2nd Medical Regiment); 1921년 2월 17일 제2의무 Trains에서 연대로 개편, 1939년 10월 10일 대대로 개편.[6]
  - 제2공병대대 (2nd Engineer Battalion)1939년 10월 16일 제2공병연대 1대대에서 개편 및 연대 해체.[7]
  - 제2보급대대 (2nd Supply Battalion); 1939년 제2보급 Trains (Motor)에서 대대로 개편.[5]
  - 병참대(Quartermaster Corps); 1920년 4월 8일 사단 배속[8]
    - 제343기계공작화물차부대(영어: Machine Shop Truck Unit #343); 1918년 2월 창설, 워싱턴 D.C. 캠프 메이그스
    - 제348기계공작화물차부대(영어: Machine Shop Truck Unit #348); 1918년 1월 창설, 텍사스주 포트 샘 휴스턴
    - 제3차량수리반(Motor Repair Section Number 3; 1921년, 위의 두개 부대를 대채함.

  - 제2병참연대 E중대; 1936년 5월 1일, 위를 대채함.
  - 제2병참대대 본부 및 본부중대 정비소대; 1939년 위를 재편성함.
- 제3보병여단; 1939년 10월 9일 해산, 텍사스주 포트 샘 휴스턴[3]
- 제4보병여단; 1920년 10월 창설, 텍사스주 캠프 트라비스 ~ 1925년 3월 23일, 사단에서 분리됨.[9]
  - 여단 본부 및 본부중대
- 제2야전포병여단; 1938년 10월 7일 해산, 텍사스주 포트 샘 휴스턴[4]

## 제2차 세계 대전

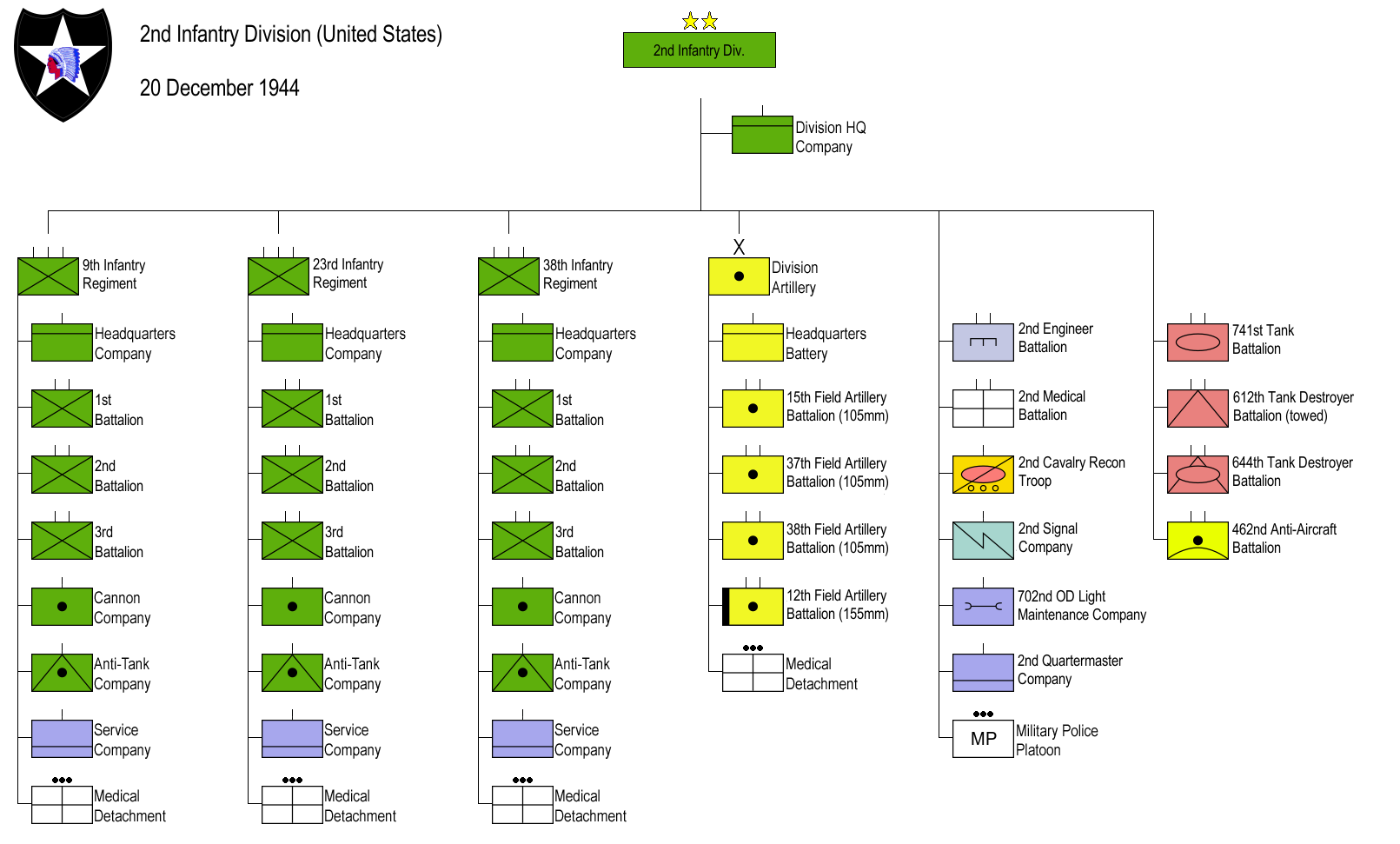
제2차 세계 대전 후기 1944년 12월 20일 당시의 제2보병사단 전투 서열

- 제2보병사단 본부; 1942년 8월 1일 개편.[1]
  - 본부중대; 1942년 4월 22일 개편.[2]
  - 제2수색대 (기계화)
- 제9보병연대
- 제23보병연대
- 제38보병연대
- 사단 포병대; 1940년 10월 1일 재소집, 텍사스주 포트 샘 휴스턴[4]
  - 제15야전포병대대 (105mm)
  - 제37야전포병대대 (MLRS)
  - 제38야전포병대대 (MLRS)
  - 제12야전포병대대 (155mm)
- 사단 특수병력
  - 특수병력 본부; 1943년 8월 10일 창설, 위스콘신주 캠프 맥코이[10]
  - 제2공병전투대대; 1942년 8월 1일 개편.[7]
  - 제2의무대대; 1939년 10월 10일 대대로 개편.[6]
  - 제2병참중대; 1942년 10월 21일 중대로 개편.[5]
  - 제2통신중대
  - 제702병기경정비중대 (Light Maintenance); 1942년 9월 제2병참대대 본부 및 본부중대 정비소대를 개편.[8]
  - 헌병소대
  - 군악대

배속 지원
- 제741전차대대; 1944년 6월 ~ 1945년 5월
- 제615구축전차대대
- 제644구축전차대대
- 제462대항공기대대

출처:

## 2000년 12월 31일

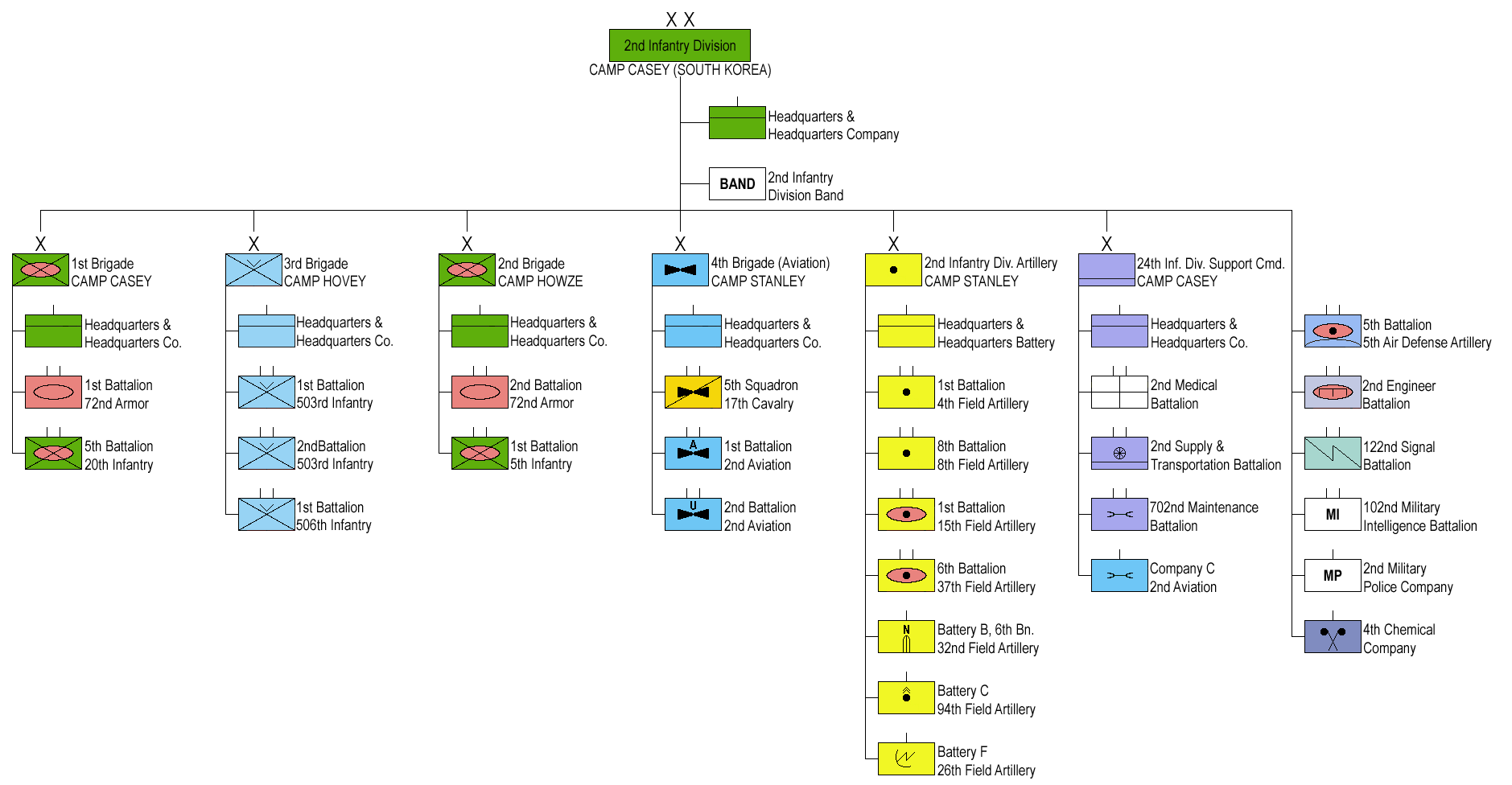
제2보병사단의 1989년 전투서열

1991년 8월에 제2공병단을 사단에 편입하고 제2보병사단 공병여단으로 편성하였다.
- 제2보병사단 본부 및 본부중대, 캠프 케이시; 1960년 5월 2일 개편, 조지아주 포트 베닝[1]
  - 군악대, 캠프 케이시
- 제1여단, 캠프 케이시; 1963년 4월 16일 창설, 조지아주 포트 베닝[2]
  - 본부 및 본부중대
  - 제72기갑연대 1대대 "Crusaders", 캠프 케이시
  - 제72기갑연대 2대대 "Crusaders", 캠프 케이시
  - 제9보병연대, 2대대 (기계화) "Manchus", 캠프 케이시
- 제2여단, 캠프 호비; 1963년 2월 15일 제4보병여단을 개편, 조지아주 포트 베닝[9]
  - 본부 및 본부중대
  - 제503보병연대 1대대 (경) (공중 강습) "The Rock", 캠프 케이시
  - 제506보병연대 1대대 (경) (공중 강습) "Curahee", 캠프 호비
  - 제9보병연대 1대대 (기계화) "Manchus", 캠프 호비
- 제3여단, 포트 루이스; 1963년 2월 15일 제3보병여단을 개편, 조지아주 포트 베닝[3]
  - 본부 및 본부중대
  - 제3보병연대 1대대 (차량화), 포트 루이스
  - 제23보병연대 1대대 (차량화), 포트 루이스
  - 제20보병연대 5대대 (차량화), 포트 루이스
  - 제14기병연대 1대대 (기갑화) (RSTA), 포트 루이스
  - 제52보병연대 1대대 C중대 (대전차), 포트 루이스
  - 제18공병중대 (전투), 포트 루이스
  - 제209군사정보중대, 포트 루이스
  - 제334통신중대, 포트 루이스
  - 제5방공포병연대, 5대대, C포대, 포트 루이스
- 사단 항공여단, 캠프 스텐리
  - 본부 및 본부중대
  - 제2항공연대 1대대 (CBT) (ATK), 캠프 페이지
  - 제2항공연대 2대대 (ASLT), 캠프 스텐리
  - 제7기병연대 4대대
- 사단 포병대 (DIVARTY) "Warrior Thunder", 캠프 스텐리
  - 본부 및 본부대대
  - 제15야전포병연대 1대대 (DS) (SP) "Guns", 캠프 케이시
  - 제17야전포병연대 2대대 (DS) (SP) "Steel", 캠프 호비
  - 제27야전포병연대 6대대 (GSR) (75 FA BDE) "Proud Rockets", 포트 실
  - 제37야전포병연대 1대대 (DS) (T), 포트 루이스
  - 제37야전포병연대 6대대 (MLRS) "First to Fire", 캠프 스텐리
  - 제38야전포병연대 알파(A) 포대 (MLRS) "Steel Behind the Rock", 캠프 스텐리
  - 제26야전포병연대 폭스트롯(F) 포대 (표적 확보) "Wolfpack", 캠프 스텐리
- 사단 지원사령부 (DISCOM), 캠프 케이시; 2005년 5월 26일 해산
  - 제2지원대대 (전방) "Iron Horse", 캠프 케이시[5]
  - 제296지원대대 (전방), 포트 루이스; 1995년 10월 16일 창설[13]
  - 제302지원대대 (전방), 캠프 케이시[6]
  - 제602지원대대 (항공), 캠프 호비[14]
  - 제702지원대대 (주), 캠프 호비[8]
- 사단 공병여단, 캠프 하워즈; 2005년 5월 26일 해산
  - 본부중대
  - 제2공병대대 (전투) (중), 캠프 캐슬; 2005년 6월 15일 해산[7]
  - 제44공병대대 (전투) (중), 캠프 호즈
  - 제168공병대대 (전투) (중), 포트 루이스

배속 지원
- 제5방공포병연대, 5대대 "Double Nickel", 캠프 스텐리
- 제122통신대대, 캠프 레드 클라우드
- 제102군사정보대대, 캠프 에세이욘
- 제2헌병중대, 캠프 케이시

## 2006년, 모듈화 적용 후
2005년에 여단 전투단 체계 도입으로 사단이 완전히 재편성되면서 공병여단은 해체, 포병대는 제210화력여단, 항공여단은 제2전투항공여단으로 모듈화되었다.
제4여단전투단이 2014년 3월 14일에 해산하고 각 예하 부대는 같은 사단의 다른 여단전투단으로 분산되었다.
제1기갑여단전투단이 1965년 7월부터 맡아온 한반도 방어 임무를 맡은지 약 50주년이 되는 2015년 7월 해체되었다. 대신, 미국 본토의 다른 기갑 여단전투단이 6개월 간 순차적으로 배치된다.
2015년 9월, 제3여단전투단이 제1여단전투단으로 재편성되었다.

### 사단 본부
- 사단 본부 및 전술 지휘소; 2005년 6월 15일 개편[1]
  -  특수병력대대 "Rock→바위"[10]
    - 사단 본부 및 본부중대
    - 본부 및 본부 지원중대
    - 워리어 신속대대응 센터
    - 사단 군악대
    - 사단 LNO
    - Alpha중대 (네트워크 지원)
    - Charlie중대 (관리/지원/지역 경비 및 비전투 후송지원)
- 사단 본부 및 본부대대; 2010년 5월 16일 개편[1]
  - 본부중대
  - 워리어 신속대응 센터
  - 사단 군악대

### 예하부대

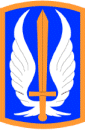
제2전투항공여단의 문장

- 제1여단전투단 (중장비/기갑) "Iron→강철"; 2005년 6월 16일, 여단 전투단화[2] ~ 2015년 7월 해산.
  -  여단특수병력대대; 2005년 6월 16일 ~ ?, 해체[17]
  - 제7기병연대 4전대
  - 제72기갑연대 1대대
  - 제9보병연대 2대대
  - 제15야전포병연대 1대대
  - 제302여단지원대대[6]

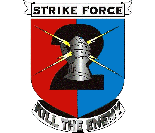
제2여단 전투단의 문장

- 제2여단전투단 (스트라이커) "Strike Force/Lancer"; 2005년 11월 16일 여단 전투단화 ~ 2008년 3월 15일 해체, 콜로라도주 포트 카슨[18]
  - 본부 및 특수병력대대; 2005년 12월 7일, 창설 ~ 2008년 3월 15일, 해체[18]
  - 제9보병연대 1대대
  - 제12보병연대 2대대
  - 제61기병연대 3전대
  - 제17포병연대 2대대
  - 제2여단지원대대; 2008년 4월 8일 해체[5]
  -  제52보병연대 A중대
  - 제38공병중대
  - 제472통신중대
  - 제45군사정보중대

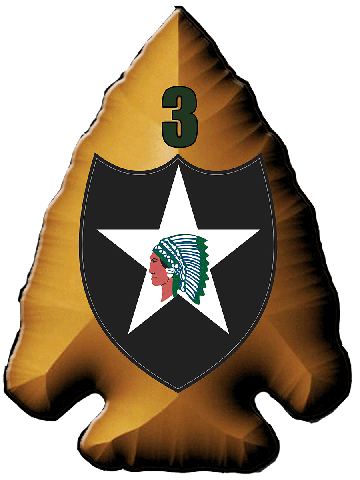
제3여단 전투단의 문장

- 제3여단전투단 (스트라이커) "Arrowhead/Raiders/Ghost"; 2005년 7월 27일 여단 전투단화[3] ~ 2015년 9월, 제1여단전투단로 재조정됨(Reflagged).
  - 특수병력대대
  - 제3보병연대 2대대
  - 제20보병연대 5대대
  - 제23보병연대 1대대
  - 제14기병연대 1전대
  - 제37야전포병연대 1대대
  - 제296여단지원대대[13]
  -  제52보병연대 C중대
  - 제18공병중대
  - 제334통신중대
  - 제209군사정보중대

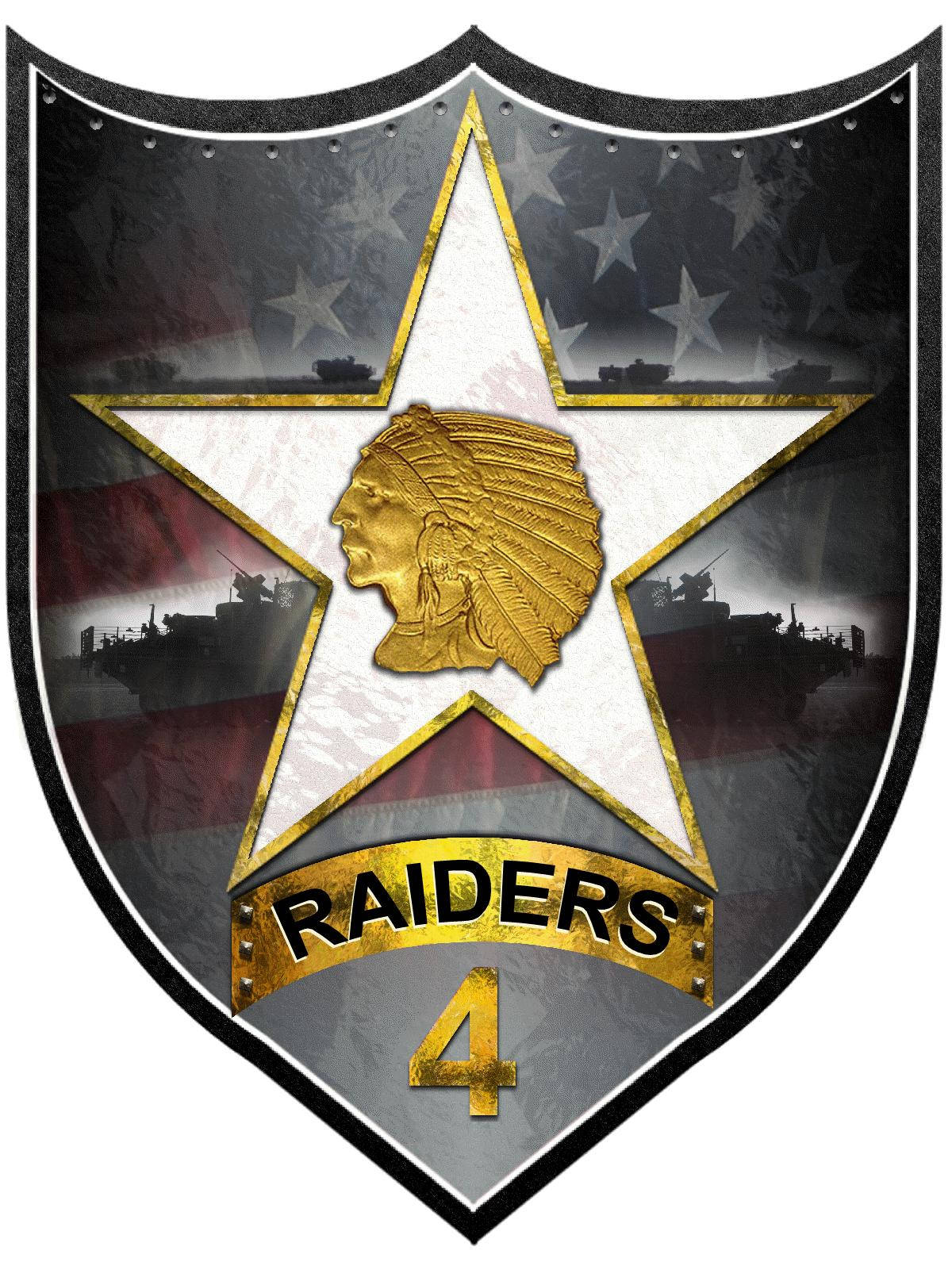
제4여단 전투단의 문장

- 제4여단전투단 (스트라이커) "Raiders→습격자들"; 2006년 ~ 2014년 4월 해산
  - 특수병력대대
  -  제9보병연대 4대대
  -  제23보병연대 2대대
  -  제38보병연대 1대대
  -  제1기병연대 2전대
  - 제12야전포병연대 2대대
  - 제202여단지원대대; 2006년 창설 ~ 2009년 해산
  - 제702여단지원대대; 2009년, 202를 대채함 ~ 2014년 4월 해산[8]
  -  제52보병연대 F중대 (대전차)
  - 제38공병중대
  - 제472통신중대
  -  제45군사정보중대
- 제5여단전투단 "Strike, Destroy" ; 2007년 5월 4일 ~ 2010년 7월 22일, 제2여단전투단으로 재조정(Reflagged)됨.[19]
  - 특수병력대대
  - 제1보병연대 2대대
  - 제17보병연대 1대대
  - 제23보병연대 4대대
  - 제1기병연대 8전대
  - 제17야전포병연대 3대대
  - 제402여단지원대대
  -  제52보병연대 A중대 (대전차)
  - 제562공병중대
  - 제21통신중대
  - 제572군사정보중대
- 제2전투항공여단의 문장 제2보병사단 전투항공여단
  - 제2항공연대 1대대
  - 제2항공연대 2대대
  - 제2항공연대 3대대
  - 제2항공연대 4대대
  - 제602항공지원대대[14]
  - 제164항공통제근무단

### 지원부대

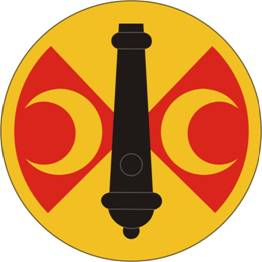
제210야전포병여단의 어깨 소매 휘장

- 제210야전포병여단의 어깨 소매 휘장 제210화력여단; 2006년11월 30일 제2화력여단에서 재조정됨[20]
  - 제37야전포병연대 6대대
  - 제38야전포병연대 1대대
  -  제702여단지원대대; 2005년 5월 26일 전속 ~ 2007년 9월 해산[8]
  - 제70여단지원대대; 2007년 9월 창설 및 위를 대채함
  - 제579통신중대

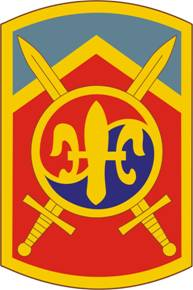
제501지원여단의 어깨 소매 휘장

- 제501지원여단의 어깨 소매 휘장 제501지원여단; 2006년 10월 13일 개편 ~ 2015년 12월 17일 사단 지원여단으로 개편.
  - 제501특수병력대대
    - 본부 및 본부중대, 캠프 캐롤

  - 제194전투유지지원대대(옛 "제194정비대대")
    - 본부 및 본부중대, 캠프 험프리스
    - 제46수송중대, 캠프 스텐리
    - 제61정비중대, 캠프 스텐리
    - 제348병참중대, 캠프 험프리스
    - 제520정비중대, 캠프 험프리스

  - 제498전투유지지원대대 (옛 "제227정비대대"); 2015년 12월 17일 주한 물자지원사령부(MSC-K)로 전속됨.
    - 본부 및 본부중대, 캠프 캐롤
    - 제551내지화물수송중대, 캠프 캐롤

## 참고
1. 1 2 3 4 5 6  “Headquarters and Headquarters Battalion, 2d Infantry Division” (영어). 미국 육군 역사관. 1997년 4월 1일. 2017년 2월 3일에 원본 문서에서 보존된 문서. 2017년 2월 10일에 확인함.
2. 1 2 3 4 5 6  “Headquarters and Headquarters Company, 1st Brigade, 2d Infantry Division” (영어). 미국 육군 역사관. 1997년 4월 1일. 2017년 2월 3일에 원본 문서에서 보존된 문서. 2017년 2월 10일에 확인함.
3. 1 2 3 4  “Headquarters and Headquarters Company, 3d Brigade, 2d Infantry Division (Arrowhead Brigade)” (영어). 미국 육군 역사관. 1997년 4월 1일. 2017년 2월 3일에 원본 문서에서 보존된 문서. 2017년 2월 10일에 확인함.
4. 1 2 3  “Headquarters and Headquarters Battery, 2d Infantry Division Artillery” (영어). 미국 육군 역사관. 1997년 4월 1일. 2011년 5월 22일에 원본 문서에서 보존된 문서. 2017년 2월 10일에 확인함.
5. 1 2 3 4 5  “2nd Brigade Support Battalion”. 《globalsecurity》 (영어). 2017년 2월 5일에 확인함.
6. 1 2 3 4 5  “302nd Brigade Support Battalion”. 《globalsecurity》 (영어). 2017년 2월 5일에 확인함.
7. 1 2 3 4  “2d Engineer Battalion” (영어). 미국 육군 역사관. 2014년 4월 18일. 2017년 2월 3일에 원본 문서에서 보존된 문서. 2017년 2월 10일에 확인함.
8. 1 2 3 4 5  “702nd Brigade Support Battalion”. 《globalsecurity》 (영어). 2017년 2월 5일에 확인함.
9. 1 2  “Headquarters and Headquarters Company, 2d Brigade, 2d Infantry Division (Lancer Brigade)” (영어). 미국 육군 역사관. 1997년 4월 1일. 2017년 2월 3일에 원본 문서에서 보존된 문서. 2017년 2월 10일에 확인함.
10. 1 2  “Special Troops Battalion, 2d Infantry Division” (영어). 미국 육군 역사관. 2008년 7월 16일. 2017년 1월 30일에 원본 문서에서 보존된 문서. 2017년 1월 31일에 확인함.
11. ↑  “Order of Battle of the United States Army World War II: European Theater of Operaions - Divisions”. 미국 육군 역사관. 2014년 10월 21일에 원본 문서에서 보존된 문서. 2014년 11월 7일에 확인함.
12. ↑  “Order of Battle as of 31 December 2000” (영어). globalsecurity.org. 2014년 9월 12일에 확인함.
13. 1 2  “296th Brigade Support Battalion”. 《globalsecurity》 (영어). 2017년 2월 5일에 확인함.
14. 1 2  “602nd Brigade Support Battalion”. 《globalsecurity》 (영어). 2017년 2월 5일에 확인함.
15. ↑  “4-2 SBCT Inactivation” (영어). DVIDS. 2014년 3월 13일. 2014년 9월 19일에 확인함.
16. ↑  “Rotational Force will arrive for deactivating 1st Armored Brigade Combat Team” (영어). 8 군 공사 사무국. 2014년 11월 6일. 2014년 11월 7일에 확인함.
17. ↑  “Special Troops Battalion, 1st Brigade Combat Team, 2d Infantry Division” (영어). 미국 육군 역사관. 2012년 11월 20일. 2017년 2월 3일에 원본 문서에서 보존된 문서. 2017년 2월 8일에 확인함.
18. 1 2  “Headquarters and Headquarters Company, 2nd Brigade Combat Team, 2d Infantry Division” (영어). 미국 육군 역사관. 2012년 12월 23일. 2017년 2월 3일에 원본 문서에서 보존된 문서. 2017년 2월 8일에 확인함.
19. ↑  Don Kramer (2010년 7월 30일). “5th Bde., 2nd Inf. Div. reflags, redirects”. 《army.mil》 (영어). 2017년 2월 8일에 확인함.
20. ↑  “Headquarters and Headquarters Battery, 210th Fires Brigade” (영어). 미국 육군 역사관. 2007년 2월 9일. 2011년 5월 22일에 원본 문서에서 보존된 문서. 2017년 2월 8일에 확인함.